# 古海行子
古海 行子（ふるみ やすこ、1998年2月5日 - ）は、神奈川県相模原市出身のクラシック音楽のピアニスト。

## 略歴
神奈川県相模原市で生まれ、6才よりピアノを始める。神奈川県立海老名高等学校、昭和音楽大学ピアノ演奏家コース卒業。昭和音楽大学大学院音楽研究科修士課程、同附属ピアノアートアカデミー在籍。江口文子に師事。2018年、第4回高松国際ピアノコンクールにおいて日本人として初めて優勝。日本はもとより、イタリア、ポーランド、アメリカなど数多くのコンサートに出演。また、日本フィルハーモニー交響楽団をはじめ、オーケストラとも数多く共演。2019年、日本コロムビアのOpus OneレーベルよりCDデビュー。2020、2021年度公益財団法人ロームミュージックファンデーション奨学生。

## ディスコグラフィ
- 「シューマン：ピアノ・ソナタ第3番」 (2019年1月23日、Opus One COCQ-85450）[2]
- 「リストピアノ・ソナタ」（2024年11月29日、日本コロンビアよりCOCQ-85616）

## 受賞歴
- 2015年 - 第7回 福田靖子賞 第1位[3]
- 2016年 - 第20回 浜松国際ピアノアカデミーコンクール第2位[4]
- 2016年 - 第40回 ピティナ・ピアノコンペティション ソロ部門 G級 金賞 東京都知事賞、洗足学園前田賞、ヒノキ賞、コンチェルト部門 コンチェルトB 第1位[5]
- 2017年 - 第41回 ピティナ・ピアノコンペティション ソロ部門 特級 入選[6]
- 2018年 - 第4回 高松国際ピアノコンクール第1位（日本人初）、委嘱作品演奏者賞、香川県知事賞、高松市長賞、公益財団法人松平公益会賞、公益財団法人高松市文化芸術財団理事長賞[7]
- 2018年 - 第42回 ピティナ・ピアノコンペティション ソロ部門 特級 銅賞、聴衆賞[8]
- 2019年 - 第20回 ショパン国際ピアノコンクール in ASIA プロフェッショナル部門 金賞[9]
- 2019年 - 第11回 パデレフスキ国際ピアノコンクール 第3位[10]
- 2020年 - 第5回 ショパン国際ピアノコンクール in ASIA 派遣コンクール 特別推薦[11]
- 2022年 - 第12回ダブリン国際ピアノコンクール第2位[12]